# Remo
Remo Inc. is een Amerikaanse muziekinstrumentbouwer van onder meer drumstellen en drumvellen.
Het bedrijf werd opgericht in 1957 door Remo Belli, een Amerikaanse drummer, die experimenteerde met verschillende materialen die hij kon gebruiken voor zijn trommels. Hij gebruikte Mylar, een synthetische polyester film voor zijn drumvellen.

## Drumvellen
Remo is leverancier voor drumstelfabrikanten van onder meer Pearl, Drum Workshop, Yamaha, Mapex en Sonor. Verschillende series van drumvellen die het bedrijf fabriceert zijn:
- Ambassador
- Controlled Sound
- Diplomat
- Ebony
- Emperor
- Pinstripe
- Powersonic
- Powerstroke
- Suede

## Bekende artiesten
Artiesten die drumvellen van Remo bespelen zijn onder meer Lars Ulrich, Jonathan Moffett en Alex Van Halen.

## Galerij

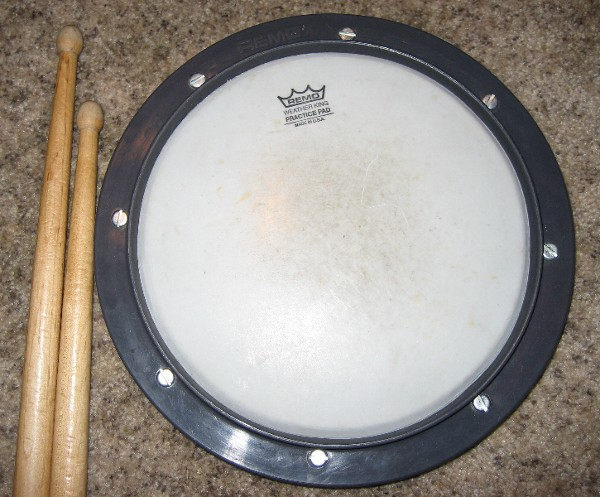
Oefenvel
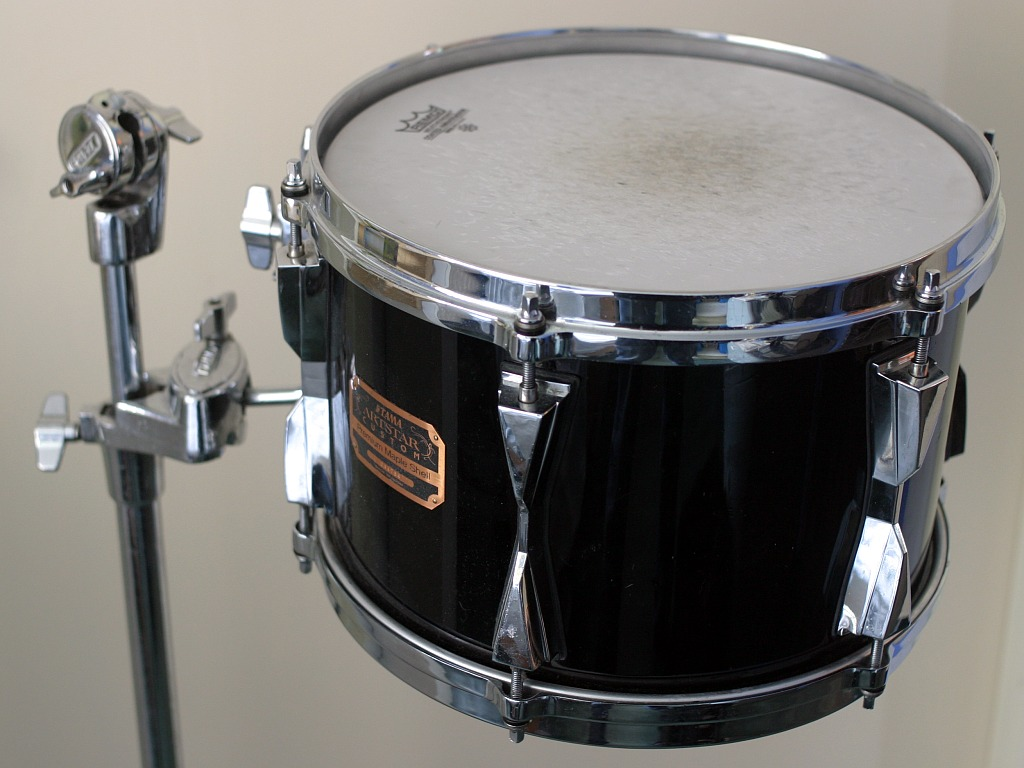
Tomtom
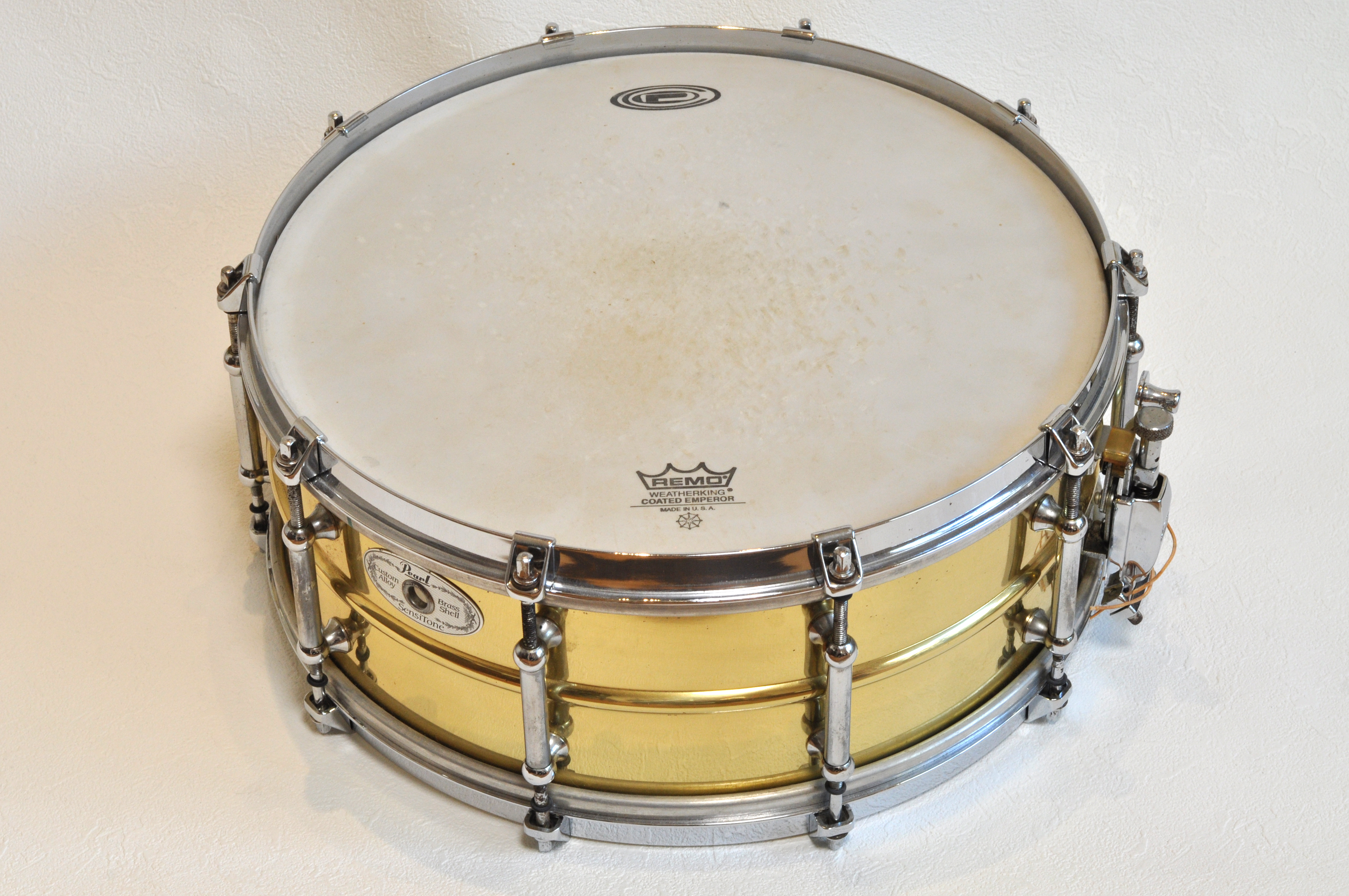
Snaredrum